# Arsitès
 (septembre 2008).
Si vous disposez d'ouvrages ou d'articles de référence ou si vous connaissez des sites web de qualité traitant du thème abordé ici, merci de compléter l'article en donnant les références utiles à sa vérifiabilité et en les liant à la section « Notes et références ».
Arsitès est le satrape de Phrygie quand en 334 av. J.-C. Alexandre le Grand envahit l'empire des Achéménides. Il refuse d'adopter la stratégie préconisée par le chef des mercenaires grecs de Darius III, Memnon de Rhodes, à savoir pratiquer devant l'armée macédonienne la politique de la « terre brûlée » afin de priver Alexandre de tout ravitaillement. Cette erreur, ainsi que le désastre de la bataille du Granique où sa responsabilité dans la défaite est importante, entraîne son suicide peu après.